# 李兵 (手球运动员)
李兵（1980年1月21日—），黑龙江省哈尔滨市人，中国女子手球運動員，現為中國國家女子手球隊隊員。

## 簡歷
1994年，16岁的李兵被北京军区手球队教练邵志雄选中，不到三年便成为了球队的主力球员，其後更入选了国家手球队 。
2010年11月，李兵代表中國出戰廣州亞運會，參加女子手球比賽項目，奪得金牌。